# Кожмудорське сільське поселення
Кожмудо́рське сільське поселення (рос. Кожмудорское сельское поселение) — муніципальне утворення у складі Усть-Вимського району Республіки Комі, Росія. Адміністративний центр — село Кожмудор.

## Населення
Населення — 837 осіб (2017, 953 у 2010, 1301 у 2002, 1717 у 1989).

## Склад
До складу поселення входять такі населені пункти:
| Населений пункт         | Населення, осіб (1989) | Населення, осіб (2002) | Населення, осіб (2010) |
| ----------------------- | ---------------------- | ---------------------- | ---------------------- |
| Гажакерес, присілок     | 52                     | 48                     | 32                     |
| Ежолти, присілок        | 88                     | 64                     | 41                     |
| Заріч'є, присілок       | 34                     | 10                     | 5                      |
| Іпа, присілок           | 15                     | 9                      | 8                      |
| Кирс, присілок          | 45                     | 21                     | 12                     |
| Кожмудор, село          | 267                    | 312                    | 267                    |
| Коквиці, присілок       | 215                    | 122                    | 79                     |
| Лиати, присілок         | 152                    | 111                    | 93                     |
| Назар, присілок         | 58                     | 50                     | 29                     |
| Нижні Коквиці, присілок | 69                     | 47                     | 21                     |
| Семуково, присілок      | 177                    | 114                    | 97                     |
| Сюлатуй, присілок       | 122                    | 89                     | 61                     |
| Туїскерес, присілок     | 423                    | 304                    | 208                    |